# Хімена Перес
Хімена Перес (ісп. Jimena Pérez, 22 серпня 1997) — іспанська плавчиня. Учасниця Чемпіонату світу з водних видів спорту 2017 на дистанції 1500 метрів вільним стилем. Учасниця Чемпіонату світу з водних видів спорту 2019 на дистанціях 800 і 1500 метрів вільним стилем. В обох дисциплінах не потрапила до фіналу. А ще взяла участь у змаганнях на дистанції 400 метрів комплексом.